# BonnBuchVerlag
Der BonnBuchVerlag ist ein deutscher Buchverlag mit Sitz in Bonn.

## Verlag
Der BonnBuchVerlag wurde im März 2017 vom Bonner Autor Josef Niesen gegründet. Im selben Jahr wurde das Programm bereits erweitert. 2018 folgte der Eintrag ins Handelsregister. Der Verlag versteht sich als Regionaliaverlag für die Region Bonn, Rheinland und Eifel.

## Verlagsprogramm
Themenschwerpunkt des Programms bilden lokal- und regionalgeschichtliche Sachbücher sowie Werke, die von rheinischen Autoren stammen, und Bücher zur Geschichte der „Bonner Republik“. In der Reihe „Bonner Gelehrte“ werden die Originalschriften ehemaliger Bonner Wissenschaftler und Professoren des 19. Jahrhunderts zusammengefasst und wissenschaftlich aufbereitet. Daneben gibt es eine feste Buchreihe mit historischen Ansichten rheinischer Städte und Gebiete im großen Querformat (Coffee Table Book), die beständig erweitert wird.

## Autoren (Auswahl)
- die mit dem Deutschen Montessori-Preis ausgezeichnete Pädagogin Barbara Stein,
- der Vorsitzende des Godesberger Heimat- und Geschichtsvereins Bernd Birkholz,
- Josef Roth, der Enkel des Bonner Widerständlers und Märtyrers Joseph Roth
- der mit dem Journalistenpreis der Gesellschaft Deutscher Chemiker ausgezeichnete Wissenschaftler Georg Schwedt,
- Michael H. Faber, der ehem. Direktor des LVR-Freilichtmuseums Kommern
- die bekannten Reiseführer-Autoren Hans und Barbara Otzen
- der Geograph Karl-Heinz Erdmann
- der Musikwissenschaftler Volkmar Kramarz

u. a.